# ماريانا كورديرو
ماريانا كورديرو (بالإسبانية: Mariana Cordero)‏ هي ممثلة إسبانية، ولدت في 15 يوليو 1949.

## وصلات خارجية
- ماريانا كورديرو على موقع IMDb (الإنجليزية)
- ماريانا كورديرو على موقع ألو سيني (الفرنسية)
- ماريانا كورديرو على موقع أول موفي (الإنجليزية)
- ماريانا كورديرو على موقع أول موفي (الإنجليزية)
- ماريانا كورديرو على موقع قاعدة بيانات الفيلم (الإنجليزية)
- ماريانا كورديرو على موقع كينوبويسك (الروسية)